# Zeascheloribates palustris
Zeascheloribates palustris är en kvalsterart som beskrevs av Malcolm Luxton 1982. Zeascheloribates palustris ingår i släktet Zeascheloribates och familjen Hemileiidae. Inga underarter finns listade i Catalogue of Life.